# HD 6416
HD 6416，又名BD+61 206，SAO 11571、HR 309，是一颗恒星，视星等为6.54，位于銀經124.64，銀緯-0.06，其B1900.0坐标为赤經1h 0m 4s，赤緯+62° -0.06′ 36″。